# Farlowella
Farlowella és un gènere de peixos de la família dels loricàrids i de l'ordre dels siluriformes que es troba a Sud-amèrica: conques dels rius Amazones, Orinoco, Paranà i dels rius costaners de la Guaiana.

## Taxonomia
- Farlowella acus (Kner, 1853)[3]
- Farlowella altocorpus (Retzer, 2006)[4]
- Farlowella amazonum (Günther, 1864)[5]
- Farlowella colombiensis (Retzer & Page, 1997)[6]
- Farlowella curtirostra (Myers, 1942)[7]
- Farlowella gracilis (Regan, 1904)[8]
- Farlowella hahni (Meinken, 1937)[9]
- Farlowella hasemani (Eigenmann & Vance, 1917)[10]
- Farlowella henriquei (Miranda-Ribeiro, 1918)[11]
- Farlowella isbruckeri (Retzer & Page, 1997)[12]
- Farlowella jauruensis (Eigenmann & Vance, 1917)[10]
- Farlowella knerii (Steindachner, 1882)[13]
- Farlowella mariaelenae (Martín Salazar, 1964)[14]
- Farlowella martini (Fernández-Yépez, 1972)[15]
- Farlowella nattereri (Steindachner, 1910)[16]
- Farlowella odontotumulus (Retzer & Page, 1997)[6]
- Farlowella oxyrryncha (Kner, 1853)[3]
- Farlowella paraguayensis (Retzer & Page, 1997)[12]
- Farlowella platoryncha (Retzer & Page, 1997)[17]
- Farlowella reticulata (Boeseman, 1971)[18]
- Farlowella rugosa (Boeseman, 1971)[18]
- Farlowella schreitmuelleri (Ahl, 1937)[19]
- Farlowella smithi (Fowler, 1913)[20]
- Farlowella taphorni (Retzer & Page, 1997)[12]
- Farlowella venezuelensis (Martín Salazar, 1964)[14]
- Farlowella vittata (Myers, 1942)[21][22][23][24][25][26]